# Batman: Holy Terror
Batman: Holy Terror – należący do wydawanej przez DC Comics serii Elseworlds komiks autorstwa Alana Brennerta (fabuła) i Norma Breyfogle’a.

## Fabuła
W tej wersji świata Oliver Cromwell zmarł dopiero w 1668 roku, co sprawiło, że Wielka Brytania zachowała swoją niezachwianą pozycję pierwszego mocarstwa na kuli ziemskiej. Stany Zjednoczone noszą nazwę Związku Amerykańskiego (American Commonwealth) i są władane przez teokratyczny rząd.
20 lat przed rozpoczęciem akcji w Gotham City zostaje popełnione morderstwo. Przybyły na miejsce zbrodni James Gordon, jeden z inkwizytorów, stwierdza, że ofiarami są Thomas i Martha Wayne’owie. Mimowolnym świadkiem jest syn zabitych, Bruce Wayne.
Gordon identyfikuje zabójcę, ale jego przełożony nakazuje mu porzucić sprawę. Inkwizytor dopiero po 20 latach, kiedy Bruce Wayne pogodził się ze śmiercią rodziców, pozbył się prawie całego należącego do nich majątku i postanowił zostać duchownym, wyznał mu prawdę o śmierci Wayne’ów: ich morderstwo zleciła Tajna Rada, ponieważ Wayne’owie, choć postrzegani jako wierni rządowi (Thomas był członkiem Tajnej Rady), w istocie prowadzili skierowaną przeciw niemu działalność (obejmowała ona m.in. pomoc ofiarom nieudanych prób zmiany orientacji seksualnej, w tym terapii awersyjnej).
Dokładne losy rodziców Bruce poznaje z prowadzonego przez ojca dziennika, który przekazał mu jego przyjaciel, doktor Charles McNider. Mężczyzna, niegdyś aktywnie przeciwstawiający się polityce rządu, obecnie odradza Bruce’owi jawną walkę, wspominając mu, że wszyscy jego niegdysiejsi towarzysze już nie żyją.
Bruce Wayne, idąc za głosem Boga, wstępuje w szeregi duchowieństwa, ale jednocześnie przybiera nową, sekretną tożsamość, która ma mu pomóc w odszukaniu osób, które zleciły morderstwo jego rodziców. Postanawia zacząć od odszukania tych członków Tajnej Rady, którzy należeli do niej w roku, w którym zginęli Wayne’owie. Pierwszy z nich, Lemuel Brown, opowiada mu, że decyzję o śmierci Wayne’a i jego żony podjął Sąd Izby Gwiaździstej (instytucja reaktywowana sto lat po jej zniesieniu przez Długi Parlament).
Jako Batman udaje się do katedry, w której mieści się siedziba Sądu; po drodze trafia na rząd cel, w których przebywają ludzie obdarzeni nadzwyczajnymi mocami. Udaje mu się uwolnić jednego z nich - poruszającego się z nadludzką prędkością Barry’ego Allena. Allen wyjaśnia mu, że więźniowie są królikami doświadczalnymi, których moce usiłuje pozyskać i wykorzystać grupa naukowców (z dr. Saulem Erdelem na czele).
W trakcie próby uwolnienia części więźniów Allen i Batman zostają zaatakowani przez „projekty” dr. Erdela - wiedźmę oraz człowieka (imieniem Matthew) posiadającego umiejętność zmiany kształtu swego ciała. Allen ginie, a Batman zostaje schwytany przez Erdela (który uważa go za osobę również obdarzoną niezwykłymi talentami) i doprowadzony do jego gabinetu.
Tam Wayne styka się z Zielonym Człowiekiem - osobą, która zdaniem McNidera mogła stać się realnym zagrożeniem dla Związku Amerykańskiego (choć uważał jej istnienie jedynie za plotkę). Erdel wyjaśnia Bruce’owi, że został on dostarczony rządowi przez bogobojną parę z Kansas. Choć Zielony Człowiek posiadał najpotężniejsze moce ze wszystkich „projektów”, w miarę dorastania stawał się coraz bardziej nieposłuszny, aż w końcu jego opiekunowie musieli go zabić z pomocą minerału, znalezionego w statku kosmicznym, którym przybył.
Bruce’a Wayne’a ogarnia uczucie ogromnego żalu - jakby zniszczona została największa nadzieja świata. Pod jego wpływem uwalnia się z objęć Matthew i zabija go. Erdel ginie od własnej kuli, która odbiła się od ciała Zielonego Człowieka.
Wayne ostatecznie dociera do Izby Gwiaździstej, gdzie natyka się na jednego z jej członków. Choć nie ujawnia nazwiska swojego ani swoich rodziców, mężczyzna udziela mu odpowiedzi na pytanie, kto jest odpowiedzialny za śmierć osób, działających przeciwko rządowi:
Każdy... i nikt (...) Kiedy oskarżony zostaje skazany na karę śmierci, dwunastu członków trybunału orzeka o jego winie lub niewinności w tajnym głosowaniu. Nie wiadomo, kto głosował za skazaniem, a kto za uniewinnieniem. Nie zapisuje się też danych dotyczących głosów poszczególnych osób. Twarz sprawiedliwości nie ma rysów jednego człowieka albo grupy osób, ale Izby Gwiaździstej jako całości. Dzięki temu pamiętamy, że żaden z nas, członków, nie ma prawa do decydowania o ludzkich losach... tylko działając wspólnie, mamy to uprawnienie.
Batman stwierdza, że za śmierć jego rodziców nie odpowiadają ani osoby, które głosowały za ich skazaniem, ani Izba Gwiaździsta jako taka: winny jest system, który pozwolił takiemu sądowi istnieć. Decyduje się prowadzić podwójne życie - w dzień jako kapłan, w nocy jako jedna z wielu walczących z rządem osób.
Komiks kończy się rozważaniami Wayne’a na temat tego, co by się stało, gdyby jego rodzice nie zginęli tamtej nocy... lub gdyby ich zabójstwo nie było zlecone przez władze.